# Bulbophyllum succedaneum
Bulbophyllum succedaneum är en orkidéart som beskrevs av Johannes Jacobus Smith. Bulbophyllum succedaneum ingår i släktet Bulbophyllum och familjen orkidéer. Inga underarter finns listade i Catalogue of Life.